# Második Spanyol Köztársaság
A Spanyol Köztársaság (spanyolul: República Española) Spanyolország államneve volt 1931 és 1939 között. A második spanyol köztársaság a spanyol történelem egyik meghatározó, de rövid életű időszaka volt, amely jelentős társadalmi, politikai és gazdasági átalakulásokat hozott. Az 1931-ben kikiáltott köztársaság az előző monarchia bukása után jött létre, és egy radikális változást indított el Spanyolországban, célul tűzve ki az egyenlőség, modernizáció és szekularizáció elérését. Az időszak azonban belpolitikai konfliktusokkal és egyre mélyülő társadalmi megosztottsággal járt, ami végül a spanyol polgárháborúhoz és a köztársaság bukásához vezetett. 

## Története
1931 áprilisában, a XIII Alfonz királyhoz kötődő monarchia elvesztette a közbizalmat a választásokon, így a király önkéntes száműzetésbe vonult. A köztársaságot április 14-én kikiáltották, és azonnal hozzáláttak az alkotmány kidolgozásához, amely 1931 decemberében lépett hatályba. Első elnöke Niceto Alcalá-Zamora lett, aki 1931 és 1936 között töltötte be a hivatalt. Az új alkotmány progresszív dokumentumnak számított, amely kiterjesztette a polgári jogokat, szekularizálta az államot, lehetővé tette a nők szavazati jogát, és reformokat vezetett be az oktatásban és a munka világában. Az alkotmány kimondta a földosztást is, hogy javítsák a parasztok helyzetét. A köztársaság vezetése jelentős reformokba kezdett, beleértve az agrárreformot, amely a nagybirtokrendszer csökkentését célozta meg, hogy földet juttasson a parasztoknak. Az oktatási reformok a társadalom modernizációját célozták, különösen vidéken, ahol magas volt az írástudatlanság. A munkásmozgalmak és a szakszervezetek nagyobb befolyást kaptak. Azonban a köztársaságot már a kezdetektől belső megosztottság jellemezte. A progresszív reformok támogatói között baloldali erők (szocialisták, kommunisták és anarchisták) és mérsékelt liberálisok voltak, míg a konzervatív erők, köztük az egyház, a nagybirtokosok és a hadsereg egy része, hevesen ellenezték a változásokat.
 

1933-ban a konzervatív CEDA párt nyerte meg a választásokat, és lassította a reformokat, ami további társadalmi feszültségeket okozott. 1934 októberében az elégedetlenség elérte csúcspontját. A baloldal és a szakszervezetek, különösen Asztúriában, bányászok és munkások tömegei felkelést indítottak a jobboldali kormány ellen. Az úgynevezett Asztúriai Forradalom célja az volt, hogy megakadályozza a jobboldali reformellenes politikák terjedését.

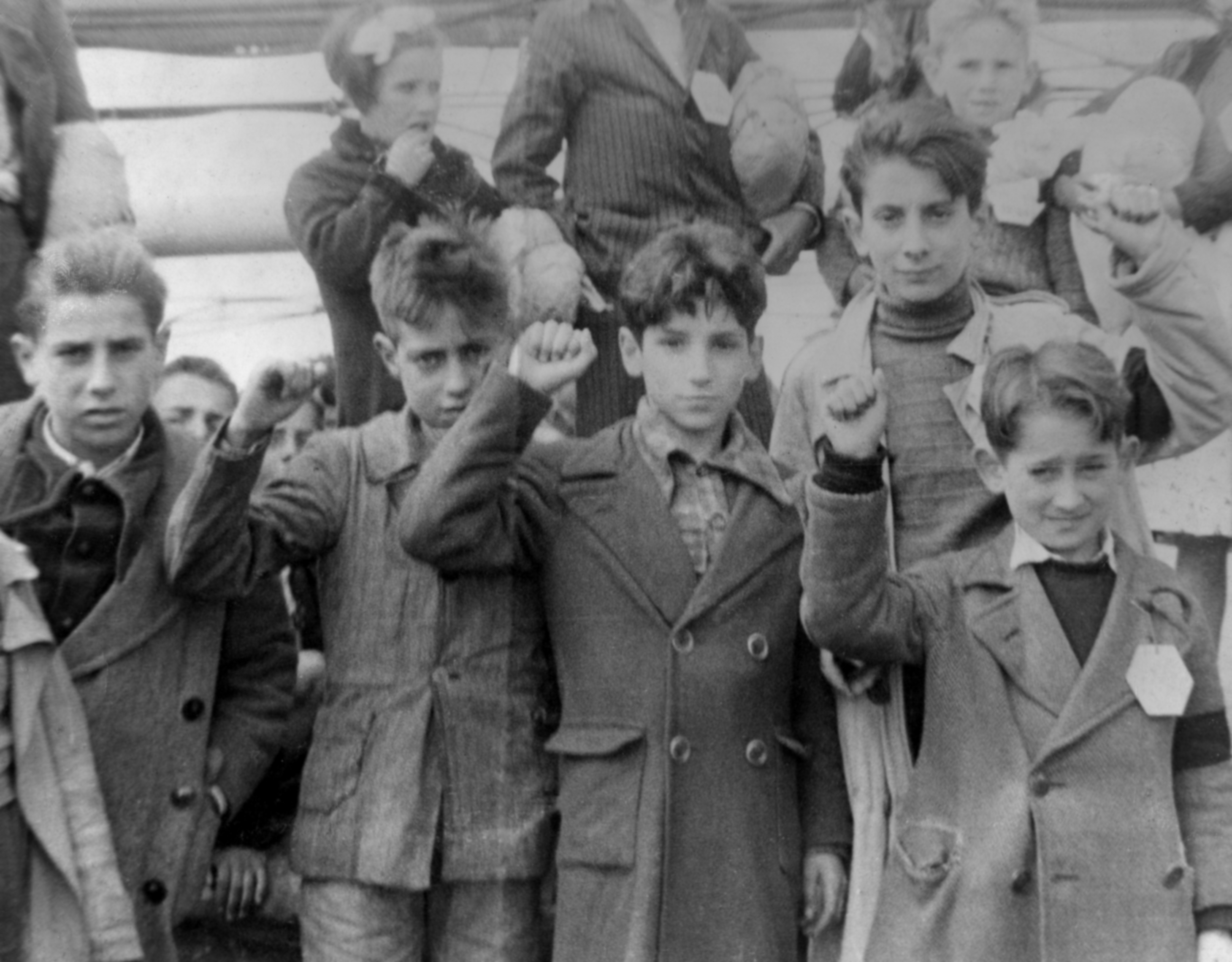
Spanyol gyerekek a polgárháború idején

A felkelést brutálisan leverték; több ezer embert megöltek, és sokakat bebörtönöztek. Ez az esemény tovább mélyítette a szakadékot a bal- és jobboldal között, és hozzájárult a polarizációhoz. A társadalmi és politikai feszültségek közepette 1936 februárjában új választásokat tartottak. A választás a baloldali Népfront szűk győzelmével végződött és a köztársaság ismét baloldali irányba fordult, melynek Manuel Azaña lett az új államfője. Mindez a konzervatív csoportok ellenállását tovább fokozta és a feszültségek végül 1936 júliusában polgárháborúhoz vezettek, amikor Francisco Franco vezetésével a katonai erők fellázadtak a köztársaság ellen. A háború három éven át tartott, és brutális harcok, valamint széles körű emberi szenvedés jellemezte. A háború során a köztársaság külső támogatásra számíthatott, többek között a Szovjetuniótól és nemzetközi önkéntesektől, míg Franco erőit Olaszország és Németország támogatta.

## Gazdaság
Földreform és gazdasági egyenlőtlenségek: A második Spanyol Köztársaság egyik legfontosabb célja a földreform volt, hiszen Spanyolországban a földek nagy része egy szűk, gazdag földbirtokos elit kezében volt, míg a parasztság túlnyomó többsége földnélküli volt. A földreform azonban lassan haladt, és csak részleges eredményeket ért el, így nem tudott valódi változást hozni. A baloldali kormányok megpróbálták az ipart modernizálni és növelni a munkásjogokat, de az 1930-as évek elején a gazdasági világválság sújtotta Spanyolországot is, ami jelentős munkanélküliséget és szociális feszültséget okozott. Az 1936-os Népfront győzelme után a baloldal újabb szociális intézkedéseket vezetett be, de ezek nem voltak elegendőek a gazdasági helyzet javításához. A polgárháború idején a gazdaság még inkább meggyengült. A köztársaság oldalán az ipari termelés csökkent, a mezőgazdaság termelése akadozott, és egyre nagyobb mértékben függtek a Szovjetunió és más külföldi források fegyverszállítmányaitól. A nacionalisták viszont kedvezőbb helyzetben voltak az olasz és német támogatás révén. A háború miatt az infláció jelentősen megugrott, az élelmiszerárak emelkedtek, és az alapvető árucikkekből hiány alakult ki. A köztársasági oldal gazdasági helyzete a háború előrehaladtával egyre súlyosabb lett és ez is hozzájárult vereségükhöz.

## Haderő

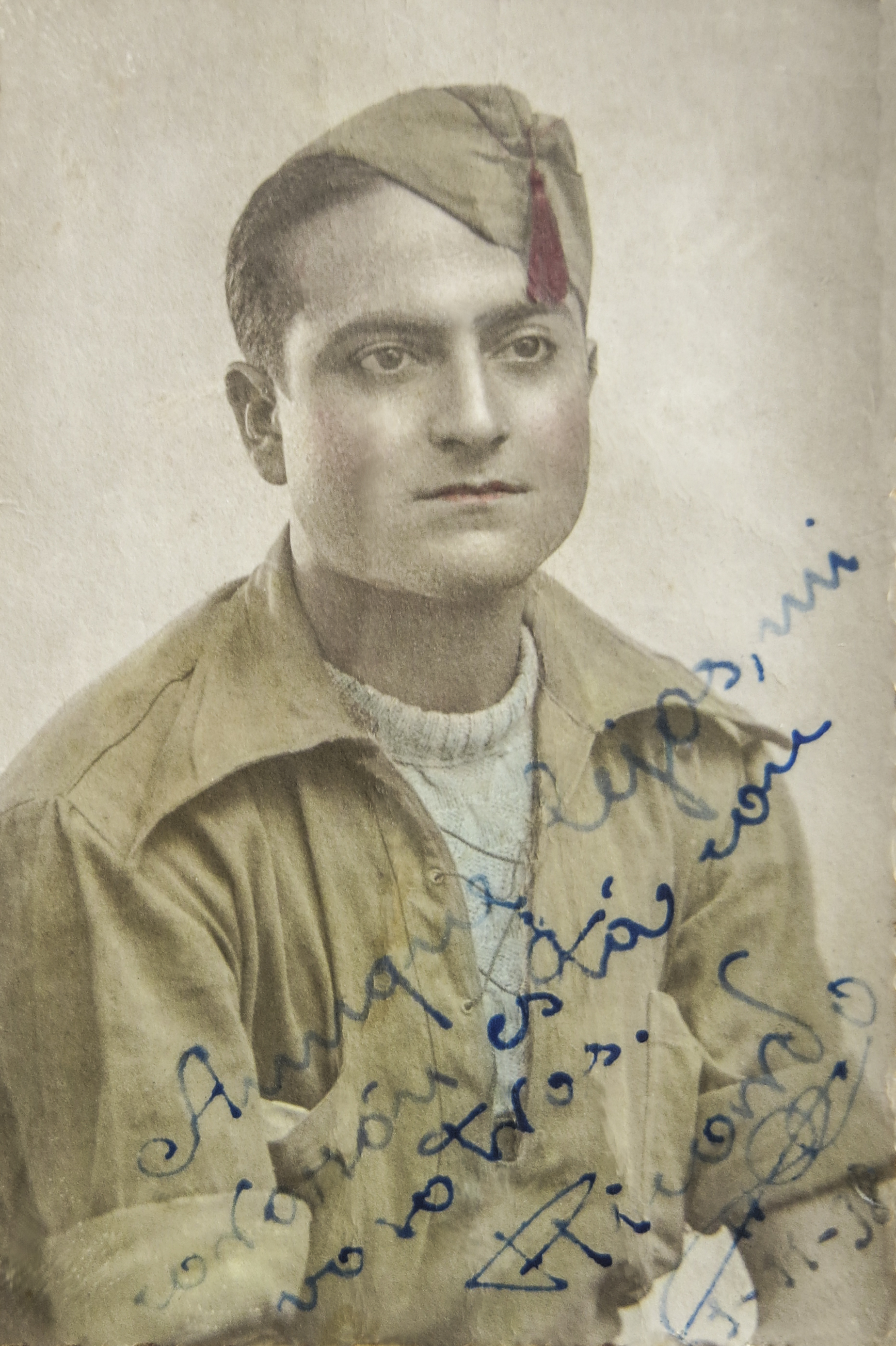
Köztársasági katona portréja Valenciából

A köztársaság hadserege kezdetben rosszul szervezett volt és komoly problémákkal küzdött. A tisztikar egy része szimpatizált a nacionalistákkal, és amikor Francoék 1936-ban megindították a katonai puccsot, sok magas rangú tiszt átállt. Ez meggyengítette a köztársasági hadsereget, különösen a vezetési struktúráját. A polgárháború alatt a köztársasági oldalon különböző ideológiai csoportok – kommunisták, szocialisták, anarchisták és nacionalisták – alakítottak fegyveres egységeket. Ezek a milíciák néha együttműködtek, de gyakran egymás ellen is harcoltak, ami rontotta a katonai egységet és hatékonyságot. A köztársaságiak szövetséget kaptak a Szovjetuniótól, amely fegyvereket és katonai tanácsadókat küldött. Emellett nemzetközi önkéntesek, például az nemzetközi brigádok tagjai is harcoltak a köztársaság oldalán, akik közül sokan antifasiszták és baloldaliak voltak. Ezzel szemben a nacionalisták erős külföldi támogatást kaptak a náci Németországtól és a fasiszta Olaszországtól, ami modern haditechnikai fölényt biztosított számukra. A köztársasági oldal gyengébb volt katonailag és utánpótlásban is, ami végül a vereségükhöz vezetett.

## A köztársaság bukása és következményei
A második Spanyol Köztársaság időszaka az intenzív politikai, gazdasági és katonai kihívások korszaka volt. Az ambiciózus politikai reformok és a gazdasági átalakítási kísérletek, valamint a belső megosztottság és a nemzetközi politikai beavatkozások miatt az ország gyorsan kaotikus állapotba került. A baloldali és jobboldali politikai erők éles ellentéte, a katonai gyengeségek és a külső támogatások hatására kialakult polgárháború végül
1939-ben a Franco győzelmével zárult, aki létrehozta diktatúráját, amely 1975-ig, Franco haláláig tartott. A második spanyol köztársaság bukása és a polgárháború mély sebeket hagyott a spanyol társadalomban, politikailag és kulturálisan is polarizálva az országot. A köztársaság öröksége azonban a mai napig fontos hivatkozási alap Spanyolországban a demokrácia és a szabadságjogok kérdéseiben.

### A második köztársaság öröksége
A második köztársaság rövid fennállása ellenére maradandó hatást gyakorolt Spanyolországra. Sokan ma is úgy tekintenek rá, mint a modern spanyol demokrácia egyik alapkövére, annak ellenére, hogy bukása után több évtizeden át egy elnyomó rendszer következett. Az 1978-as alkotmány, amely a mai spanyol alkotmányos monarchia alapját képezi, számos elemet átvett a második köztársaság liberális és demokratikus eszméiből.